# Watch Dogs 2
Watch Dogs 2 (стилізоване написання WATCH_DOGS 2; з англ. — «Сторожові Пси 2») — відеогра жанру пригодницького бойовика з відкритим світом, випущена на платформах PlayStation 4 і Xbox One 15 листопада 2016 року і ПК 29 листопада 2016 року. Є сиквелом гри 2014 року Watch Dogs, що продовжує сюжетну ідею попередника — злом і хакерська діяльність у великому відкритому для вивчення ігрового світу. У червні 2019 року, було оголошено про розробку нової частини серії, Watch Dogs: Legion, події якої відбуватимуться у недалекому майбутньому, у місті Лондоні, Велика Британія, а сама відеогра запланована до виходу 6 березня 2020 року.
Слоган гри: «Світ хакерів чекає вас».

## Розробка
Про початок робіт над другою частиною гри Watch Dogs було відомо майже відразу після релізу першої Watch Dogs. Глава Ubisoft Ів Гільмо всіляко натякав, що студія всерйоз замислюється над продовженням хакерського бойовика. До сиквелу неминуче вели також досить високі продажі першої частини.
У квітні 2015 року в онлайн-резюме головного програміста по геймплею Watch Dogs, Жульєна Ріссе, була помічена згадка сіквела гри. Перш Ріссе вже працював над сюжетним доповненням до Watch Dogs — Bad Blood. Також про старт «великої роботи над помилками» оригінальної гри заявив креативний директор Ubisoft Джонатан Морін.

В інтерв'ю CVG віце-президент Ubisoft — Лайнел Райнауд (Lionel Raynaud) заявив, що найкращі ідеї чекають гравців в продовженні нашумілої Watch Dogs. 
Завжди є речі, які варто притримувати до наступної гри. У даному випадку додатковий час дозволив додати безліч ідей в гру, і ми задоволені цим. Так, у нас є думки про сіквел. Деякі речі ми просто не могли додати не змінивши структуру гри, інші, більш великі, природним чином народилися під час розробки і настільки відрізнялися, що це б змінило первісну суть геймплею… <…> …Так що ми залишаємо дещо для наступної гри.
Протягом року про розробку гри було відомо вкрай мало, поки у квітні 2016 актор Корт Кінг у своєму Instagram «thekingcort» не опублікував пост з прикріпленим фото ймовірного головного героя гри, де повідомлялося, що з актора «писався» захоплення рухів для протагоніста нової відеогри.
Предметом обговорення в ігрових ЗМІ тоді став новий головний герой, невідомий чорношкірий хакер змінив Ейдена Пірса, героя оригінальної Watch Dogs. На фотографії ігрова модель персонажа в окулярах, бейсболці й бандані, що прикриває нижню частину обличчя, тримаючи пістолет у руці і смартфон Profiler — в іншій. Тоді представники Ubisoft від коментарів утрималися.
Менше ніж за тиждень до початку виставки E3 2016 в Лос-Анджелесі на сайті Ubisoft і в офіційному каналі на YouTube з'явився дебютний трейлер гри, що продемонстрував новий сеттінг (альтернативний Сан-Франциско) і деяких персонажів, серед яких був помічений заявлений головний герой гри — Маркус Голловей. Також стало відомо, що Маркус — учасник хакерської молодіжної спільноти DedSec, яка бореться за права громадян на особисте життя і свободу інформації, причому не завжди законним шляхом.
На E3 був показаний ігровий процес Watch Dogs 2. У демо-місії головний герой гри разом з однодумцями з DedSec провів операцію по дискредитації генерального директора однієї з популярних соціальних мереж !NViTE, який використав особисті дані городян для фальсифікації голосувань.
Також було представлено безліч нововведень до ігрового процесу, серед яких нова система злому, нові гаджети й просунута система паркуру. Watch Dogs 2 вийшла 15 листопада 2016 року на PlayStation 4, Xbox One. А от на ПК на 2 тижні пізніше — 29 листопада.

## Сюжет
Головний герой гри, хакер родом з Окленда, штат Каліфорнія, на ім'я Маркус Голловей переїжджає в Сан-Франциско, в серці Кремнієвої Долини, де об'єднавшись з угрупованням активістів з організації DedSec, кидає виклик ненажерливим корпораціям і корумпованій владі міста, взявши під управління оновлену універсальну систему ct_OS 2.0

## Персонажі
- Маркус Голловей — протагоніст гри. Талановитий молодий афроамериканець, який об'єднується з хакерською групою DedSec в Області затоки Сан-Франциско, щоб протистояти корумпованій системі, жертвою якої сам колись став. Вперше був представлений в дебютному трейлері до Watch Dogs 2. Відомо, що Голловей виріс в Окленді в небагатій родині. Поворотною точкою в його житті стає помилка профілюючої системи ct_OS, що визначила в ньому особливо небезпечного злочинця, поставивши тим самим хрест на подальшому житті хлопця. Тепер Маркус присвятив своє життя боротьбі з системою. Він помітно відрізняється від Ейдена Пірса — героя першої частини серії. Він молодший та експресивніший, швидший в бою і має кращі навички паркуру. Як особисту зброю він використовує так званий «метеор» — саморобну зброю, більярдну кулю з просвердленим у центрі отвором для кріплення сплетених дротів і пістолет невідомої моделі, виготовлений з деталей, видрукованих на 3D-принтері.
- Ренч — харизматичний хакер в архаїчній хай-тек масці, член DedSec та друг Маркуса. Використовує спотворювач звуку при розмові.
- Сітара — дівчина, хакер з DedSec, союзниця Маркуса.
- Джош — хакер з DedSec, союзник Маркуса.
- Марк Трас — конгресмен, власник соцмережі !NViTE. Головний противник DedSec.
- Реймонд «Ті-Боун» Кінні — хакер, можливо, майбутній член DedSec. Персонаж з попередньої частини.